# Championnat du monde féminin d'échecs 1969

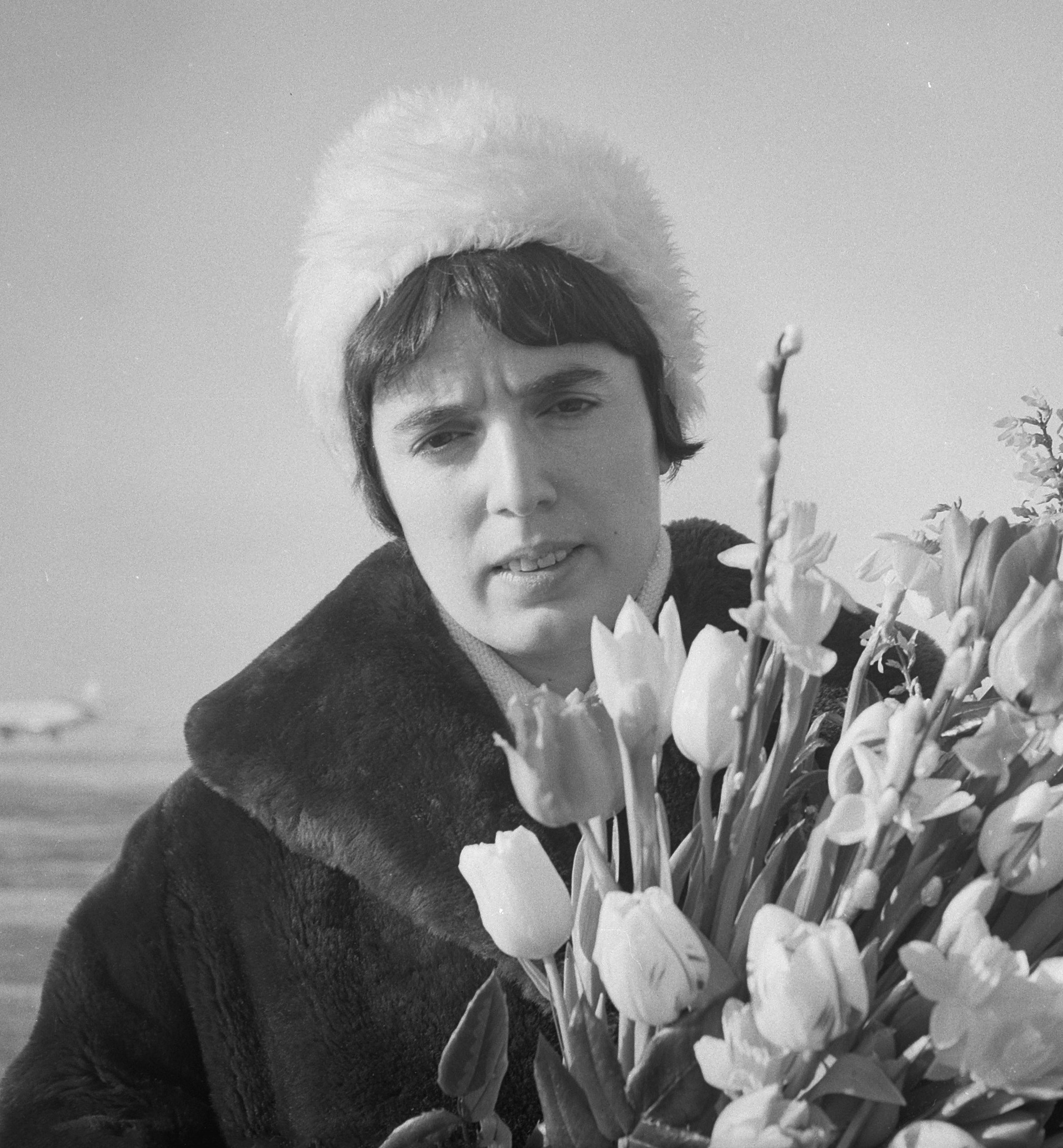
Nona Gaprindashvili

Le championnat du monde d'échecs féminin de 1969 a été remporté par Nona Gaprindashvili, qui a défendu son titre avec succès contre son adversaire Alla Kushnir. Il s'agit du deuxième des trois matchs consécutifs entre les deux joueuses les plus fortes de l'époque.

## Tournoi des candidates de 1967
Le tournoi des candidates s'est tenu à Subotica en septembre et octobre 1967. Contrairement au tournoi précédent, trois ans plus tôt, Kushnir remporta ce tournoi haut la main et obtint à nouveau le droit de défier la championne en titre, Gaprindashvili.
|    | Joueuses                            | 1 | 2 | 3 | 4 | 5 | 6 | 7 | 8 | 9 | 10 | 11 | 12 | 13 | 14 | 15 | 16 | 17 | 18 | Points | Départage |
| -- | ----------------------------------- | - | - | - | - | - | - | - | - | - | -- | -- | -- | -- | -- | -- | -- | -- | -- | ------ | --------- |
| 1  | Alla Kushnir (URS)                  | - | 0 | ½ | 1 | 1 | 1 | 1 | 1 | 1 | 1  | ½  | 1  | 0  | ½  | 1  | 1  | 1  | 1  | 13½    |           |
| 2  | Valentina Kozlovskaya (URS)         | 1 | - | ½ | ½ | 1 | 1 | 1 | 0 | 1 | ½  | 1  | 0  | 1  | 0  | 1  | 1  | 1  | 1  | 12½    | 101.75    |
| 3  | Tatiana Zatulovskaya (URS)          | ½ | ½ | - | 1 | 0 | 0 | ½ | ½ | 1 | ½  | 1  | 1  | 1  | 1  | 1  | 1  | 1  | 1  | 12½    | 92.00     |
| 4  | Tereza Štadler (YUG)                | 0 | ½ | 0 | - | 1 | ½ | 1 | 1 | 1 | 1  | 0  | 1  | 1  | ½  | ½  | 1  | 1  | 1  | 12     |           |
| 5  | Aleksandra Kislova (URS)            | 0 | 0 | 1 | 0 | - | ½ | 0 | 1 | 1 | ½  | 1  | 1  | ½  | 1  | ½  | 1  | 1  | 1  | 11     |           |
| 6  | Verica Nedeljković (YUG)            | 0 | 0 | 1 | ½ | ½ | - | ½ | 0 | 1 | ½  | 1  | 1  | ½  | ½  | 1  | 1  | ½  | 1  | 10½    |           |
| 7  | Alexandra Nicolau (ROU)             | 0 | 0 | ½ | 0 | 1 | ½ | - | 1 | ½ | 1  | ½  | ½  | 1  | ½  | 1  | 1  | 0  | 1  | 10     | 74.75     |
| 8  | Nana Alexandria (URS)               | 0 | 1 | ½ | 0 | 0 | 1 | 0 | - | ½ | 1  | 1  | 0  | 1  | ½  | 1  | 1  | 1  | ½  | 10     | 74.00     |
| 9  | Milunka Lazarević (YUG)             | 0 | 0 | 0 | 0 | 0 | 0 | ½ | ½ | - | 1  | 1  | 1  | 1  | 1  | 1  | 1  | 1  | 1  | 10     | 61.00     |
| 10 | Waltraud Nowarra (GDR)              | 0 | ½ | ½ | 0 | ½ | ½ | 0 | 0 | 0 | -  | ½  | 1  | ½  | ½  | ½  | 1  | 1  | 1  | 8      |           |
| 11 | Margareta Perevoznic (ROU)          | ½ | 0 | 0 | 1 | 0 | 0 | ½ | 0 | 0 | ½  | -  | ½  | 0  | 1  | 1  | 0  | 1  | 1  | 7      | 49.25     |
| 12 | Henrijeta Konarkowska-Sokolov (YUG) | 0 | 1 | 0 | 0 | 0 | 0 | ½ | 1 | 0 | 0  | ½  | -  | 0  | ½  | 1  | ½  | 1  | 1  | 7      | 48.50     |
| 13 | Fenny Heemskerk (NED)               | 1 | 0 | 0 | 0 | ½ | ½ | 0 | 0 | 0 | ½  | 1  | 1  | -  | ½  | 0  | 0  | 1  | ½  | 6½     |           |
| 14 | Gisela Kahn Gresser (USA)           | ½ | 1 | 0 | ½ | 0 | ½ | ½ | ½ | 0 | ½  | 0  | ½  | ½  | -  | 0  | ½  | 0  | 0  | 5½     | 53.50     |
| 15 | Venka Asenova (BUL)                 | 0 | 0 | 0 | ½ | ½ | 0 | 0 | 0 | 0 | ½  | 0  | 0  | 1  | 1  | -  | 1  | ½  | ½  | 5½     | 35.50     |
| 16 | Marion McGrath (AUS)                | 0 | 0 | 0 | 0 | 0 | 0 | 0 | 0 | 0 | 0  | 1  | ½  | 1  | ½  | 0  | -  | ½  | 1  | 4½     |           |
| 17 | Clara Friedman (ISR)                | 0 | 0 | 0 | 0 | 0 | ½ | 1 | 0 | 0 | 0  | 0  | 0  | 0  | 1  | ½  | ½  | -  | ½  | 4      |           |
| 18 | Eva Aronson (USA)                   | 0 | 0 | 0 | 0 | 0 | 0 | 0 | ½ | 0 | 0  | 0  | 0  | ½  | 1  | ½  | 0  | ½  | -  | 3      |           |

## Match de championnat 1969
Le match de championnat s'est déroulé à Tbilissi et à Moscou en 1969. Une fois de plus, il n'y a jamais eu de doute quant à l'identité de la plus forte des deux joueuses,.
|                           | 1 | 2 | 3 | 4 | 5 | 6 | 7 | 8 | 9 | 10 | 11 | 12 | 13 | Total |
| ------------------------- | - | - | - | - | - | - | - | - | - | -- | -- | -- | -- | ----- |
| Alla Kushnir (URS)        | 1 | ½ | 0 | 1 | 0 | 0 | ½ | 0 | ½ | 0  | ½  | 0  | ½  | 4½    |
| Nona Gaprindashvili (URS) | 0 | ½ | 1 | 0 | 1 | 1 | ½ | 1 | ½ | 1  | ½  | 1  | ½  | 8½    |